# Janusz Bojakowski
Janusz Bojakowski (ur. 1932 w Uściługu) – polski działacz partyjny i państwowy, podsekretarz stanu w różnych resortach (1971–1980, 1981–1987).

## Życiorys
W 1950 ukończył gimnazjum w Zamościu. Zawodowo związany z górnictwem. Zajmował stanowisko dyrektora Zakładów Górniczych Lubin. Wstąpił do Polskiej Zjednoczonej Partii Robotniczej. Zajmował stanowiska podsekretarza stanu w Ministerstwie Przemysłu Cięzkiego (marzec 1971 – marzec 1976) Ministerstwie Hutnictwa (marzec 1976 – czerwiec 1980), Ministerstwie Górnictwa (kwiecień – sierpień 1981) oraz Ministerstwie Górnictwa i Energetyki (wrzesień 1981 – październik 1987). Ponadto od września do grudnia 1981 był zastępcą Głównego Inspektora Gospodarki Energetycznej.